# Titus Triccus
Titus Triccus war ein antiker römischer Toreut (Metallbildner), der in der zweiten Hälfte des 2. Jahrhunderts wohl in Obergermanien tätig war.
Titus Triccus ist heute nur noch aufgrund von sechs Signaturstempeln auf Bronzegefäßen bekannt. Die Signatur erwähnt noch einen weiteren Meister, dessen Name jedoch mit I.T. abgekürzt ist und somit nicht aufzulösen ist. Es wird spekuliert, dass es sich dabei um Thalius handeln könnte, der, so er denn existierte, gemeinsam mit Triccus sechs Bronzebecken signiert hatte. Dann wären Titus Triccus und Triccus identisch. Signaturen auf Bronzegefäßen, noch dazu auf Becken, waren im 2. Jahrhundert anders als im 1. Jahrhundert eher selten.
Vier der sechs Stücke wurden in Deutschland, also dem römischen Germanien, gefunden, eines in Frankreich, also dem römischen Gallien, und ein sechstes im heutigen Dänemark, also außerhalb des Römischen Reiches. Bei den Stücken handelt es sich um:
1. Bronzepfanne; gefunden in Reims, Arrondissement Reims, Département Marne, Région Grand Est, Frankreich; heute im Museum Saint-Remi in Reims.[1]
2. Bronzeeimer; gefunden in der Brandgrube 834 des Gräberfeldes Møllegårdsmarken, zwischen Gudme und Gammel Lundeborg im Südosten von Fünen, Dänemark; heute im Bymuseet Møntergården in Odense, Dänemark.[2]
3. Bronzebecken; gefunden in der Umgebung von Mannheim, Baden-Württemberg, Deutschland; heute in den Reiss-Engelhorn-Museen, Mannheim.[3]
4. Bronzebecken; gefunden im Urnengrab 1 von Naunheim, Landkreis Wetzlar, Hessen, Deutschland; heute im Hessischen Landesmuseum in Darmstadt.[4]
5. Bronzebecken; gefunden im Rhein bei Neupotz, Landkreis Germersheim, Rheinland-Pfalz, Deutschland; heute im Historischen Museum der Pfalz in Speyer, zuvor in Rheinzabern.[5]
6. Bronzebecken; gefunden im Rhein bei Neupotz, Landkreis Germersheim, Rheinland-Pfalz, Deutschland; heute im Historischen Museum der Pfalz in Speyer, zuvor in Rheinzabern.[6]

## Einzelbelege
1. ↑  Richard Petrovszky: Studien zu römischen Bronzegefäßen mit Meisterstempeln. Leidorf, Buch am Erlbach 1993, S. 326, Nr. Z.14.01; CIL 13, 10027,045a.
2. ↑  Inventarnummer 10.464; Richard Petrovszky: Studien zu römischen Bronzegefäßen mit Meisterstempeln. Leidorf, Buch am Erlbach 1993, S. 326, Nr. Z.14.02.
3. ↑  Inventarnummer Di 169; Richard Petrovszky: Studien zu römischen Bronzegefäßen mit Meisterstempeln. Leidorf, Buch am Erlbach 1993, S. 326, Nr. Z.14.03; CIL 13, 10027,045b.
4. ↑  Inventarnummer A 1862:2,11; Richard Petrovszky: Studien zu römischen Bronzegefäßen mit Meisterstempeln. Leidorf, Buch am Erlbach 1993, S. 326–327, Nr. Z.14.04; CIL 13, 10027,045c.
5. ↑  Inventarnummer 80/40-II/3; Richard Petrovszky: Studien zu römischen Bronzegefäßen mit Meisterstempeln. Leidorf, Buch am Erlbach 1993, S. 327, Nr. Z.14.05.
6. ↑  Inventarnummer 80/40-I/12; Richard Petrovszky: Studien zu römischen Bronzegefäßen mit Meisterstempeln. Leidorf, Buch am Erlbach 1993, S. 327, Nr. Z.14.06.

| Personendaten    | Personendaten                      |
| ---------------- | ---------------------------------- |
| NAME             | Triccus, Titus                     |
| KURZBESCHREIBUNG | antiker römischer Toreut           |
| GEBURTSDATUM     | 1. Jahrhundert oder 2. Jahrhundert |
| STERBEDATUM      | 2. Jahrhundert oder 3. Jahrhundert |